# Vom Menschen die Geschichte
Vom Menschen die Geschichte ist ein Drama in einem Vorspiel und fünf Akten, das von Bertold Lasker und seinem Bruder Emanuel Lasker verfasst wurde. Es erschien 1925 im Druck.

## Entstehung
Die Brüder Lasker arbeiteten mehrere Jahre an dem Stück. Dabei war Emanuel, der bereits mit den philosophischen Werken Kampf (1907), Das Begreifen der Welt (1913) und Die Philosophie des Unvollendbar (1919) in Erscheinung getreten war, in erster Linie für die inhaltliche Konzeption zuständig, während Bertold die sprachliche Ausgestaltung übernahm. Eine erste, 1919 fertiggestellte Version trug den Titel Weh dem Sieger!. Emanuel Lasker ersuchte den Berliner Theaterintendanten Felix Hollaender in mehreren Briefen, das Stück zur Aufführung zu bringen, was jedoch erfolglos blieb. Eine überarbeitete Version mit dem endgültigen Titel erschien 1925 in einer Auflage von 500 Exemplaren. Während des Schachturniers in Moskau 1925 erhielt Emanuel ein Telegramm seines Bruders, dass mit einer Bühnenaufführung gerechnet werden könne. In seiner freudigen Erregung verlor er eine noch heute sehr bekannte Partie gegen Carlos Torre Repetto. Aber auch diesmal erfüllten sich die Hoffnungen nicht. Es kam lediglich am 30. Januar 1927 in Berlin zu einer öffentlichen Lesung mit den Schauspielern Fränze Roloff und Kurt Gerron.

## Handlung
Es handelt sich um ein Stationendrama, das zeitlich die gesamte Menschheitsgeschichte von der Vorzeit über die Antike, das Mittelalter und die Moderne bis in die Zukunft umfasst. Stilistisch ist es dem späten Expressionismus zuzuordnen. Thema des Stücks ist die Suche nach einem Ethos und der ständige Konflikt zwischen nützlichem und sittlichem Handeln. Die Dramatis personae verkörpern dabei bestimmte Prinzipien: Der Wanderer steht für die suchende Menschheit, Aja für das Weibliche, Der Narr für die Vernunft, Ariwast für skrupelloses Machtstreben, Wido für der Macht dienende Rhetorik und Der Schmied für die Revolution. Des Weiteren treten Der Sternenvater (Gott) und Die Erdenmutter auf. Das Stück zeigt in lose zusammenhängenden Szenen den Prozess der Zivilisation, in dem Fortschritte erkämpft werden müssen. Am Ende stirbt der Schmied, indem er sich für den Narren opfert. Auch Ariwast kommt ums Leben, und die Völker der Erde werden in einem optimistischen Finale zu einem friedlichen Miteinander aufgerufen.

## Rezeption
In der zeitgenössischen Tagespresse wurde das Stück wohlwollend, aber nicht begeistert rezensiert. Emanuel Lasker war in erster Linie als ehemaliger Schachweltmeister bekannt und wurde als Dramatiker und Philosoph nicht so ernst genommen, wie er selbst das wünschte. Zwar wurde die „Gedankenschwere“ des Werkes gelobt, jedoch angesichts der „schachfigurenartig“ handelnden Personen eine „plastische Lebensfülle“ vermisst. Das Stück entsprach zudem nicht dem Zeitgeist der Goldenen Zwanziger und geriet schnell in Vergessenheit.
Erst durch das neu aufkommende Interesse an der Person Emanuel Laskers, das 2001 zur Gründung der Lasker-Gesellschaft führte, wurde das Werk wiederentdeckt und erschien 2008 in einer Neuausgabe.